# Matt Lieberman
Matt Lieberman é um roteirista e produtor de cinema estadunidense. Ele foi o escritor do roteiro de Scooby!: O Filme, A Família Addams, Crônicas de Natal e sua sequência, e Free Guy - Assumindo o Controle.

## Início da vida
Lieberman nasceu em Belleville, Illinois, na Base Aérea de Scott. Ele cresceu em Randolph, Nova Jérsia e é graduado pela Tisch School of the Arts da Universidade de Nova Iorque.

## Carreira
Lieberman começou sua carreira de escritor no Programa de Escritores de Longa-Metragem da Walt Disney e escreveu para vários projetos em desenvolvimento, incluindo Short Circuit, Monopoly, Zombie Brother e Mr. Toad's Wild Ride. 
Lieberman vendeu seu roteiro, 12/24, para a 1492 Pictures de Chris Columbus em 2012, que mais tarde se tornou Crônicas de Natal (2018). Originalmente escrito como um filme found footage sobre duas crianças tentando capturar o Papai Noel em vídeo, a Netflix pegou o roteiro e Matt deu ao personagem do Papai Noel um papel maior na história para Kurt Russell. O roteiro de Lieberman, Free Guy, foi comprado pela 20th Century Fox e entrou na Lista Negra de 2016.  O filme foi estrelado por Ryan Reynolds e lançado em 2021.
Mais recentemente, Lieberman fez acordos para dois grandes projetos. A Paramount Pictures adquiriu preventivamente Yumanzu, um filme de aventura familiar de alto conceito. Ele escreverá o roteiro com Kenya Barris e Adam Kolbrenner como produtores.
A Warner Bros. adquiriu Meebo and Me, um roteiro original de comédia familiar de Lieberman. Ele produzirá o filme junto com Barris e Kolbrenner.
Outros projetos em desenvolvimento para Lieberman incluem Meet the MacHines, para a Lionsgate e The Jetsons e Rin-Tin-Tin para Warner Bros. Pictures. 

## Filmografia

### Filmes
| Ano  | Título                          | Crédito           | Notas                                                                               |
| ---- | ------------------------------- | ----------------- | ----------------------------------------------------------------------------------- |
| 2008 | Dr. Dolittle 4                  | Roteiro, história | com Kathleen Laccinole                                                              |
| 2018 | Crônicas de Natal               | Roteiro, história | com David Guggenheim                                                                |
| 2019 | A Família Addams                | Roteiro, história | com Erica Rivinoja e Conrad Vernon                                                  |
| 2019 | Brincando com Fogo              | Roteiro           | com Dan Ewen                                                                        |
| 2020 | Scooby!: O Filme                | Roteiro, história | com Adam Sztykiel, Jack Donaldson, Derek Elliott, Eyal Podell e Jonathon E. Stewart |
| 2020 | Crônicas de Natal: Parte Dois   | Escritor          | com Chris Columbus                                                                  |
| 2021 | Free Guy - Assumindo o Controle | Roteiro, história | com Zak Penn                                                                        |
| 2021 | A Liga de Monstros              | Roteiro           | com Hamish Grieve                                                                   |